# Horta Sud
Die Comarca Horta Sud ist eine der 16 Comarcas in der Provinz Valencia der Valencianischen Gemeinschaft.
Durch die Auflösung der Comarca Horta Oest am 1. Januar 2023 wurde alle Gemeinden bis auf die Gemeinde Paterna der Comarca Horta Sud zugewiesen.
Die im Osten gelegene Comarca umfasst 20 Gemeinden auf einer Fläche von 309,08 km².

## Gemeinden
| Gemeinde             | Einwohner (2024) | Fläche km² | Dichte Einw./km² | Cod INE | Postleitzahl |
| -------------------- | ---------------- | ---------- | ---------------- | ------- | ------------ |
| Alaquàs              | 30.022           | 3,90       | 7.698            | 46005   | 46970        |
| Albal                | 17.038           | 7,37       | 2.312            | 46007   | 46470        |
| Alcácer              | 10.676           | 9,01       | 1.185            | 46015   | 46290        |
| Aldaia               | 34.035           | 16,05      | 2.121            | 46021   | 46960        |
| Alfafar              | 22.131           | 10,10      | 2.191            | 46022   | 46910        |
| Benetússer           | 16.322           | 0,78       | 20.926           | 46054   | 46910        |
| Beniparrell          | 2.091            | 3,68       | 568              | 46065   | 46469        |
| Catarroja            | 30.142           | 13,04      | 2.312            | 46094   | 46470        |
| Llocnou de la Corona | 121              | 0,04       | 3.025            | 46152   | 46910        |
| Manises              | 32.273           | 19,65      | 1.642            | 46159   | 46940        |
| Massanassa           | 10.345           | 5,59       | 1.851            | 46165   | 46470        |
| Mislata              | 46.153           | 2,06       | 22.404           | 46169   | 46920        |
| Paiporta             | 27.748           | 3,93       | 7.061            | 46186   | 46200        |
| Picanya              | 11.876           | 7,12       | 1.668            | 46193   | 46210        |
| Picassent            | 22.695           | 85,79      | 265              | 46194   | 46220        |
| Quart de Poblet      | 26.304           | 19,64      | 1.339            | 46102   | 46930        |
| Sedaví               | 10.908           | 1,83       | 5.961            | 46223   | 46910        |
| Silla                | 20.117           | 25,03      | 804              | 46230   | 46460        |
| Torrent              | 89.401           | 69,32      | 1.290            | 46244   | 46900        |
| Xirivella            | 31.745           | 5,15       | 6.164            | 46110   | 46950        |
| Comarca Horta Sud    | 492.143          | 309,08     | 1.592            | –       | –            |